# Isidre Flotats
Isidre Flotats Vilanova (Rocafort y Vilumara, 2 de julio de 1926-12 de marzo de 2014) fue un futbolista español que jugaba de centrocampista.

## Trayectoria
Procedente del Español de Barcelona, donde jugó dos temporadas, militó en el Fútbol Club Barcelona de 1952 a 1961. En este periodo disputó 149 partidos, marcó tres goles en Liga, ganó tres Ligas, dos Copas del Generalísimo y una Copa Eva Duarte. Se destacó por los marcajes firmes a jugadores como Di Stéfano.
Paradójicamente ganó cuatro derbis seguidos entre el Español de Barcelona y el Fútbol Club Barcelona, dos con cada equipo. Terminó su carrera como futbolista en el Mallorca.
Después de su etapa de jugador, entrenó al equipo base del Barça durante seis años. Después se dedicaría al negocio inmobiliario.
Como curiosidad, Isidre Flotats guardaba en su casa la pelota con que concluyó el primer partido disputado en el Camp Nou, el 24 de septiembre de 1957.

## Palmarés
| Título          | Club                  | Año  |
| --------------- | --------------------- | ---- |
| Liga            | Fútbol Club Barcelona | 1953 |
| Copa            | Fútbol Club Barcelona | 1953 |
| Copa Eva Duarte | Fútbol Club Barcelona | 1953 |
| Copa            | Fútbol Club Barcelona | 1957 |
| Copa de Ferias  | Fútbol Club Barcelona | 1958 |
| Liga            | Fútbol Club Barcelona | 1959 |
| Copa            | Fútbol Club Barcelona | 1959 |
| Liga            | Fútbol Club Barcelona | 1960 |
| Copa de Ferias  | Fútbol Club Barcelona | 1960 |